# トリメチルアミンデヒドロゲナーゼ
トリメチルアミンデヒドロゲナーゼ(trimethylamine dehydrogenase)は、メタン代謝酵素の一つで、次の化学反応を触媒する酸化還元酵素である。
トリメチルアミン + H2O + 電子伝達フラボタンパク質 {\displaystyle \rightleftharpoons } ジメチルアミン + ホルムアルデヒド + 還元型電子伝達フラボタンパク質
反応式の通り、この酵素の基質はトリメチルアミンとH2Oと電子伝達フラボタンパク質、生成物はジメチルアミンとホルムアルデヒドと還元型電子伝達フラボタンパク質である。
組織名はtrimethylamine:electron-transferring flavoprotein oxidoreductase (demethylating)である。